# Dans le danger et la plus grande détresse, le juste milieu apporte la mort
Pour plus de détails, voir Fiche technique et Distribution.
Dans le danger et la plus grande détresse, le juste milieu apporte la mort (In Gefahr und größter Not bringt der Mittelweg den Tod) est un film allemand réalisé par Alexander Kluge, sorti en 1974.

## Synopsis
C'est l'histoire de deux femmes à Francfort : Inge Maier, qui couche avec de nombreux hommes et qui leur dérobe leurs affaires personnelles, et de l'espionne est-allemande Rita Müller-Eisert.
Ce film imite les techniques du documentaire.

## Fiche technique
- Titre original : In Gefahr und größter Not bringt der Mittelweg den Tod
- Titre français : Dans le danger et la plus grande détresse, le juste milieu apporte la mort
- Réalisation : Alexander Kluge
- Scénario : Alexander Kluge et Edgar Reitz
- Pays d'origine :  Allemagne de l'Ouest
- Format : noir et blanc - 35 mm - 1,37:1 - mono
- Genre : comédie dramatique
- Durée : 90 minutes
- Date de sortie : 1974

## Distribution
- Dagmar Bödderich : Inge Maier
- Jutta Winkelmann : Rita Müller-Eisert
- Alfred Edel : Bieringer
- Norbert Kentrup : Max Endrich
- Jutta Thomasius : J. Thomasius
- Hans Drawe : Dietzlaff